# Tony Voce
Tony Voce (Filadelfia, Estados Unidos; 30 de octubre de 1980 - 8 de julio de 2024) fue un jugador de hockey sobre hielo de Estados Unidos que jugó en la posición de ala izquierda. Fue el primer nacido en Filadelfia en pertenecer a la organización de los Philadelphia Flyers.

## Estadísticas
| 2000–01   | Boston College        | HE        | 42  | 12 | 14 | 26  | 40  | —  | — | — | — | —  |
| 2001–02   | Boston College        | HE        | 38  | 26 | 22 | 48  | 65  | —  | — | — | — | —  |
| 2002–03   | Boston College        | HE        | 37  | 23 | 23 | 46  | 56  | —  | — | — | — | —  |
| 2003–04   | Boston College        | HE        | 42  | 29 | 18 | 47  | 48  | —  | — | — | — | —  |
| 2004–05   | Philadelphia Phantoms | AHL       | 73  | 22 | 17 | 39  | 85  | 4  | 0 | 0 | 0 | 4  |
| 2005–06   | Philadelphia Phantoms | AHL       | 67  | 28 | 27 | 55  | 87  | —  | — | — | — | —  |
| 2006–07   | Philadelphia Phantoms | AHL       | 41  | 8  | 13 | 21  | 44  | —  | — | — | — | —  |
| 2006–07   | Grand Rapids Griffins | AHL       | 25  | 4  | 6  | 10  | 37  | 7  | 3 | 2 | 5 | 6  |
| 2007–08   | Ilves                 | Liiga     | 5   | 0  | 2  | 2   | 6   | —  | — | — | — | —  |
| 2007–08   | Grizzlys Wolfsburg    | DEL       | 41  | 13 | 15 | 28  | 64  | —  | — | — | — | —  |
| 2008–09   | Graz 99ers            | EBEL      | 6   | 2  | 1  | 3   | 20  | —  | — | — | — | —  |
| 2009–10   | Ontario Reign         | ECHL      | 58  | 23 | 16 | 39  | 69  | —  | — | — | — | —  |
| Total AHL | Total AHL             | Total AHL | 206 | 62 | 63 | 125 | 253 | 11 | 3 | 2 | 5 | 10 |

## Logros
| Premio                            | Año              |
| --------------------------------- | ---------------- |
| Hockey East All-Tournament Team   | 2001             |
| All-Hockey East First Team        | 2001–02, 2003–04 |
| AHCA East First-Team All-American | 2003–04          |